# Travelxp
 (mai 2017).

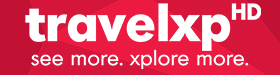
cTxphd logo 2015.pngtravelxp HD

Travelxp HD est une chaîne de télévision indienne diffusant sur le thème du voyage. La chaîne prétend être la première chaîne de voyages en HD de l'Inde avec la plus grande bibliothèque HD de contenu de voyages centrée sur l'Inde à travers le monde[réf. nécessaire]. 
Elle est actuellement disponible sur Tata Sky, DishTV, Videocon d2h, Airtel Digital TV et Hathway.